# Pianoconcert (Roussel)
Het Concerto pour piano et orchestre (Frans voor: Concert voor piano en orkest) op. 36 is een pianoconcert van de Franse componist Albert Roussel. Hij componeerde het werk in 1927. De première vond plaats op 7 juni 1928 in de Salle Pleyel, Parijs met het orkest van Serge Koussevitzky.

## Analyse van het werk
1. Allegro molto: Dramatisch deel waarin thema's, ritmes, solist en orkest stevig tegenover elkaar gesteld worden,met een verzoening aan het einde;
2. Adagio: Deel van immateriële en betoverende kalmte;
3. Allegro con spirito: Dans met fuga's met variaties.

## Orkestratie
- piccolo, 2 fluiten, hobo, althobo, 2 klarinetten, 2 fagotten
- 2 hoorns, 2 trompetten
- pauken, triangel, kleine trom, bekkens, grote trom
- strijkers[1]